# 355657 Poppy
355657 Poppy este o planetă minoră (asteroid) din centura de asteroizi. A fost descoperită pe 1 aprilie 2003 la Observatorul Național Kitt Peak de Lawrence H. Wasserman⁠(d). 
Obiectul prezintă o orbită caracterizată de o semiaxă mare de 3,0795755808011 UAi, o excentricitate de 0,054654241412168, o înclinație de 12,877693212395 ° în raport cu ecliptica.